# Сао Франциско де Гојас
Сао Франциско де Гојас (порт. São Francisco de Goiás) општина је у средишњем делу савезне државе Гојас, у Бразилу. Граничи се са општином Жарагвом на северу и Петролином де Гојас на југу, те Пиренополисом на истоку и Жезуполисом на западу.
Федерални ауто-пут (БР-153) налази се 4 км источно од града.
Највеће реке које протичи кроз општину су: Рио Пари, Лагоиња, дас Алмас и Падре Соза. Клима је тропска, жарка и полувлажна. Просечна температура је 18 °C у хладнијим месецима, а између 23 °C и 30 °C у најтоплијим месецима. Најкишовитије је између децембра и марта.

## Историја
Место где се данас налази град први пут су населили копачи злата из Европе 1740. године. Године 1911, град је био део Жарагве, па је постао засебна општнина 1953. године.

## Демографија
Према Бразилском институту за географију и статистику, број становника у 2014. години је износио 6.328.
Укупан број становника, у 2007. години, био је 5.713, а густина насељености 16,83 ст./km². Број становника у градској средини био је 4.189, а у сеоским пределима 1.524. Прородни прираштај (у односу на попис из 1996. године) био је негативан и износио —0,31‰. У 1980. годину, број становника био је 9.427.

## Привреда
Привреда се заснива на пољопривреди, сточарству, услужном сектору, јавној управи и лакој индустрији.
Године 2006, број говеда био је 39 хиљада, док су главне биљне културе биле ананас, пиринач (90 хектара), банане, пасуљ, маоника (200 хектара), кукуруз (350 хектара), парадајз и соја (150 хектара).
Укупан број индустријских објеката је 29, а малопродајних објеката 44. Позната банкарска установа је Банко итау. Број аутомобила износи 385.

### Полопривреда (2006)
Укупан број фарми је 605, а укупна површина 14.481 хектара. Површина сталних усева износи 259, а вишегодишњих усева 1.132 хектара. Површина природних пашњака је 10.249, а шумска површина 2.564 хектара. Чак 1.600 људи зависи од пољопривреде. Укупан број трактора је 63, а поседују их 50 фармера.

### Туризам
Главна туристичка атракција региона је река Рио Падре Соза, која је налази на осам километара од града и која је веома популарна код рибара. Река Рио дас Алмас протиче кроз Жарагву и житељи је користе за пецање и пливање. Рио дас Педрас налази се око петнаест километара од града, а многи људи кампују на њеним обалама. Најлепше место у региону јесте Кашоеира да Узина која се налази на четири километра од града на ранчу Фазенда Гилберто де Кастро. Водопад је висок пет метара (близу њега се налази и плажа).

### Здравље и образовање
Образовни сектор су, 2006. године, чиниле четири школе са 1.709 ђака. Стопа писмености код одраслих је, 2000. године, износила 82,3 % (просек на државном нивоу је 86,4 %). Сектор здравства у 2007. години чинила је једна мала болница са 28 кревета. Стопа смртности одојчади износила је, 2000. године, 20,94 (просек на државном ниво био је 33,0).
Сао Франциско достиже резултат од 0,782 на општинском индексу хуманог развоја, те се налази на 157. месту на ранг листи савезне државе Гојас (од 242 општине), а на 2.504. месту на народној ранг листи (од 5.507 општина).